# Jan Ćwikliński
Jan Romuald Nałęcz-Ćwikliński (ur. 6 lutego 1901 w Horodence, zm. 20 czerwca 1976 w Maladze) – polski kapitan żeglugi wielkiej, kapitan statków towarowych i pasażerskich.

## Życiorys
Syn Seweryna Nałęcz Ćwiklińskiego (działacz sokoli i burmistrz Horodenki podczas I wojny światowej) i Marii z Martynowiczów. Uczestnik obrony Lwowa w 1918 roku oraz wojny polsko-bolszewickiej. Absolwent Szkoły Morskiej w Tczewie. Kapitan m.in. statków „Warszawa” (w 1939) i „Batory” (od 1946 do 1953). W 1953 z przyczyn politycznych opuścił „Batorego”, prosząc o azyl w Wielkiej Brytanii. Kilka miesięcy później wyemigrował do Stanów Zjednoczonych, gdzie stał się współzałożycielem emigracyjnego Towarzystwa Żeglugowego i kapitanem statku towarowego „Wolna Polska”.
Z pomocą Daniela Hawthorne’a napisał opublikowaną w 1956 książkę „The Captain leaves his ship” (z ang. Kapitan opuszcza swój statek, wydaną w Polsce w 2012 r.), wyjaśniając swoją decyzję opuszczenia kraju, do którego już nigdy nie powrócił. W Polsce pozostawił swoją rodzinę, szykanowaną przez długie lata przez władze PRL oraz Służbę Bezpieczeństwa.
Zmarł na zawał serca. Pochowany został 3 lipca 1976 roku na cmentarzu w Doleystown (w stanie Pensylwania), gdzie znajduje się ośrodek księży paulinów zwany „Polską Częstochową w Ameryce”.

## Ordery i odznaczenia
- Krzyż Oficerski Orderu Odrodzenia Polski (20 października 1950)[3]
- Krzyż Kawalerski Orderu Odrodzenia Polski (2 maja 1947)[4]
- Złoty Krzyż Zasługi (22 lipca 1949)[5]
- Srebrny Krzyż Zasługi (11 maja 1938)[6]
- Medal Pamiątkowy za Wojnę 1918–1921